# جوشکاری گل‌میخ

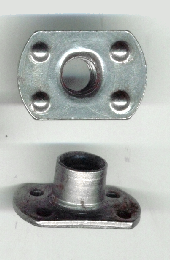
مهره‌های جوش پایه تخت

جوشکاری گل میخ تکنیکی شبیه به جوشکاری فلاش است که در آن یک بست یا مهره با شکل خاص بر روی یک قطعه فلزی دیگر که معمولاً یک فلز پایه یا بستر می‌باشد، جوش داده می‌شود. این بست‌ها می‌توانند اشکال مختلفی داشته باشند، اما معمولاً به اَشکال رِزوه‌دار، بدون رزوه یا ضربه‌ای تقسیم می‌شوند. پیچ‌ها ممکن است به طور خودکار در جوشکاری گل میخ وارد شوند. مهره‌های جوش به طور کلی دارای یک فلنج با نوک های کوچک هستند که هنگام جوشکاری زوب می‌شوند و تشکیل مذابِ جوش می‌دهند. سازندگان گل میخ‌های جوش را برای دو نوع اصلی جوشکاری گل میخ تولید می‌کنند: جوش گل میخ تخلیه خازنی و جوش گل میخ با قوس الکتریکی.

## جوشکاری قوس الکتریکی گل میخ
در جوش قوس الکتریکی گل میخ، با گرم کردن هر دو قسمت توسط قوس الکتریکی، یک گل میخ و یک قطعه فلزی دیگر را به یکدیگر متصل می‌کنند. گل میخ را معمولاً به عنوان یکی از الکترودها استفاده می‌کنند و در نتیجه آن را به صفحه صاف وصل می‌کنند. قطب الکتریکی مورد استفاده در جوشکاری گل میخ بستگی به نوع فلز مورد استفاده دارد. برای مثال جوشکاری آلومینیوم معمولاً به الکترود مثبت جریان مستقیم (DCEP) نیاز دارد. در سوی مقابل، جوشکاری فولاد به الکترود جریان مستقیم منفی (DCEN) نیاز دارد. 
در جوشکاری گل میخ از یک نوک شار و یک حلقه استفاده می‌شود؛ این حلقه سرامیکی (یا بست فلزی) گرما را متمرکز می‌کند، از اکسیداسیون (خوردگی و زنگ‌زدگی) جلوگیری می‌کند و فلز مذاب را در ناحیه جوش نگه می‌دارد. پس از اتمام جوش، حلقه از بست جدا می‌شود. عدم وجود خط‌خوردگی یا خدشه در طرف مقابل بست چیزی است که جوشکاری گل میخ را از سایر فرآیندهای بست متمایز می کند. 

### گل میخ‌های جوش قوس الکتریکی
گل میخ‌های مورد استفاده در جوشکاری مزبور، معمولا دارای قطری در بازه‌ی 11⁄4 الی 8 اینچ هستند. همچنین طول آنها نیز در بازه‌ی 3/8 تا 60 اینچ متغیر است. این گل میخ‌ها در قسمت انتهایی خود که مورد جوشکاری قرار می‌گیرد توسط آلومینیوم احاطه می‌شوند که در فرایند جوش کمک کننده است. گل میخ‌های جوش قوس الکتریکی معمولاً از فولاد نرم یا فولاد ضد زنگ ساخته می‌شوند.

### جوشکاریِ کوتاه-چرخه‌ی گل میخ
جوشکاری چرخه کوتاه گل میخ  شکل سریع تری از جوشکاری گل میخ قوس الکتریکی است که می‌تواند از میخ‌های جوشِ تخلیه‌ی خازنی به جای گل میخ‌های قوس دار عادی استفاده کند. این روش می‌تواند جوشکاری گل میخ‌ها را با ورق‌های فلزی نازک‌تری میسر کند که در فرآیند قوس کشیده ممکن نبود؛ اگرچه به آن اندازه به جوش‌هایی قوی یا نافذ دست نمی‌یابد. این روش همچنین نیازی به استفاده از حلقه‌های سرامیکی ندارد. گاهی اوقات اپراتورهایی که از این فرآیند استفاده می‌کنند از گازهای پوششی برای کاهش پاشش خرده جوش استفاده می‌کنند.

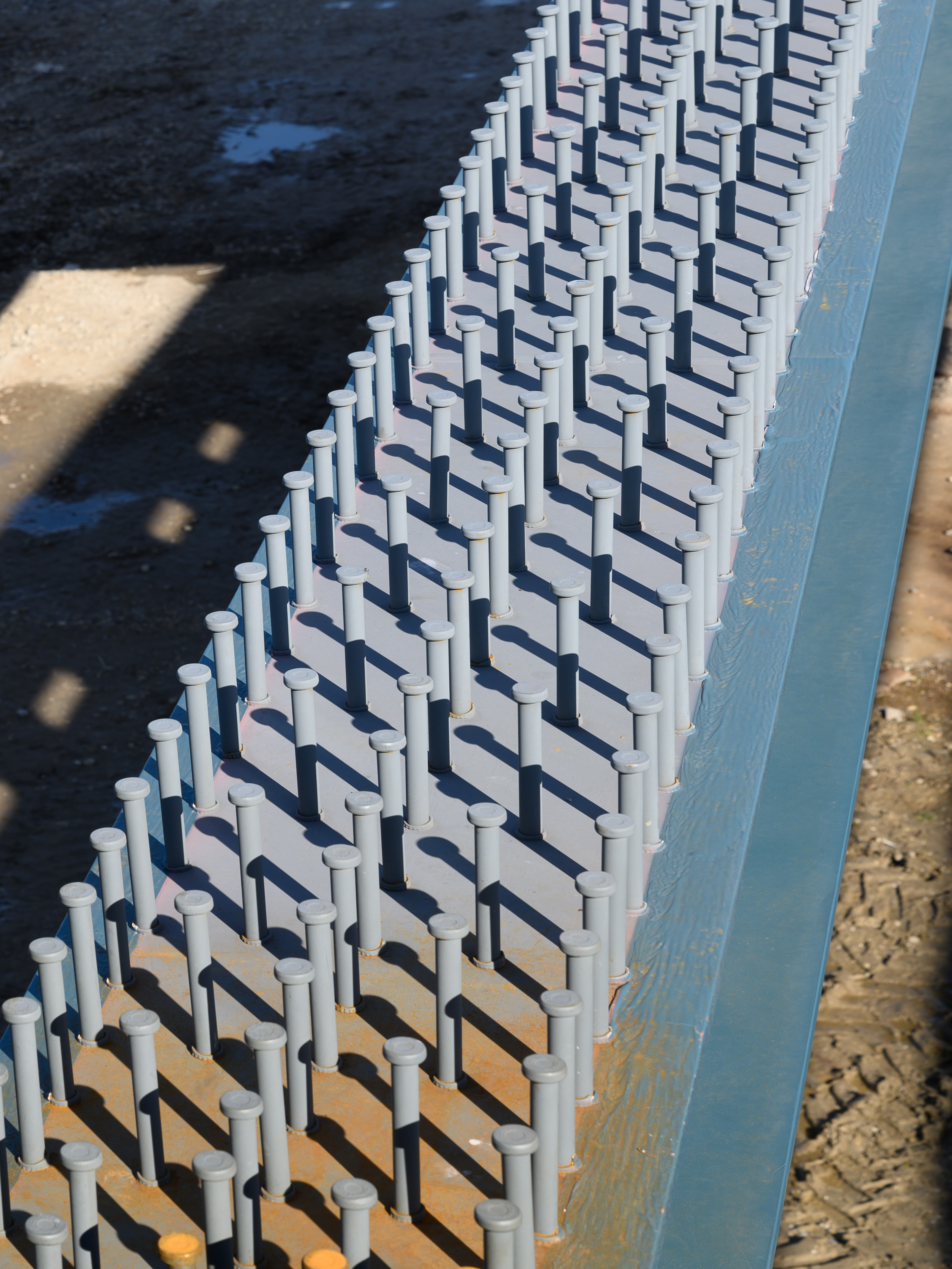
لنگرهای جوش داده شده با روش گل میخ بر روی تیر پل

## جوشکاری تخلیه خازنی گل میخ
جوشکاری گل میخ با تخلیه خازن با جوش گل میخ قوس کشیده مقداری متفاوت است. در حقیقت جوشکاری تخلیه خازنی نیازی به شار الکتریکی به شکل جوشکاری قوس الکتریکی ندارد. همچنین در این روش، زمان جوشکاری کوتاه‌تر است و جوش را قادر می‌سازد تا با اکسیداسیون کم و بدون نیاز به تمرکز گرما در نقطه‌ی مورد جوشکاری پیوند بخورد. همچنین، همانطور که پیشتر اشاره شد، اجازه می‌دهد تا گل میخ‌هایی با قطر کوچک به مواد نازک و سبک جوش داده شوند.  این فرآیند از یک قوس جریان مستقیم ناشی از یک خازن استفاده می‌کند. زمان جوش در این فرآیند بین 1 تا 6 میلی‌ثانیه است. امروزه، جوشکاری گل میخ تخلیه خازنی به لطف جدیدترین تجهیزات مربوطه، می‌تواند بدون اینکه در طرف مقابل فلزِ بسیار نازک اثری از سوختگی دیده شود، جوشی را ایجاد کند. جوش گل میخ سی دی (CD) اغلب برای گل میخ‌ها و پین‌ها با قطر کمتر و همچنین برای مواد غیر استاندارد و برای دقت‌های بالا استفاده می‌شود. جوشکاری گل میخ قوس الکتریکی عمدتاً برای اهداف سازه‌ای و گل میخ‌های جوش با قطر بزرگتر استفاده می‌شود.

### گل میخ‌های جوش تخلیه خازنی
گل میخ‌های مورد استفاده در جوش تخلیه خازنی از قطر 14 تا 3/8 اینچ متنوع هستند. این میخ‌ها در طول های مختلف، از 1/4 اینچ تا 5 اینچ و بزرگتر موجود هستند. جنس آنها نیز معمولا از فولاد نرم یا ضد زنگ، برنج، آلومینیوم و آلیاژ آلومینیوم تشکیل می‌شود. انتهای نوکِ جوش در گل میخ دو هدف را دنبال می‌کند.
- نوک میخ به عنوان یک دستگاه زمان بندی برای جدا نگه داشتن گل میخ از قطعه‌ی پایه عمل می‌کند.
- وقتی ماشه‌ی تفنگ جوش کشیده می‌شود، نوکِ میخ جوش از هم می‌پاشد.

هنگامی که نوک میخ متلاشی می‌شود، ذوب می‌شود و به جامد شدن جوش و چسبیدن به ماده‌ی پایه کمک می‌کند.

## جوشکاری اتوماتیک و رباتیک گل میخ
دستگاه‌های جوش گل میخ به شکل قابل حمل نیز در دسترس هستند. جوشکاری‌ها همچنین می‌توانند با کنترل‌هایی بر روی قوس‌بندی و اعمال فشار، خودکار باشند. دستگاه های جوش گل میخ CNC وجود دارند که می‌توانند سرعت و دقت کار ساخت و ساز را افزایش دهند. جوشکاری گل میخ بسیار متنوع است، کاربردهای معمول آن شامل استفاده در بدنه خودرو، تابلوهای برق، کشتی سازی و ساخت و ساز ساختمان است. کشتی سازی یکی از قدیمی‌ترین کاربردهای جوشکاری گل میخ است، به طوری که این فرآیند صنعت کشتی سازی را متحول کرد. سایر صنایع تولیدی نیز می‌توانند از جوشکاری گل میخ برای مصارف مختلفی از الکتریکی و مکانیکی گرفته تا محصولات تزئینی و مصرفی استفاده کنند.

## استانداردها
از میان استانداردهای ذکر شده در لیست کدهای جوشکاری، موارد زیر در جوشکاری گل میخ اعمال می شوند:
- ISO 13918 - جوشکاری - گل میخ‌ها و حلقه‌های سرامیکی برای جوشکاری گل میخ قوس الکتریکی
- ISO 14555 - جوشکاری - جوشکاری گل میخ قوس الکتریکی مواد فلزی